# Janet Amsden
Janet Amsden ist eine britische Schauspielerin.
Amsden wurde von Yat Malmgren am Drama Centre London ausgebildet. Als Schauspielerin bringt sie auch Schauspielschüler, wie zum Beispiel Ray Fearon, deren Schauspielmethode bei. Sie lehrte an der Academy of Live and Recordet Arts und war dort als Regisseurin tätig. Seit 2013 unterrichtet sie diese Methode, Movement Psychology, am Giles Foreman Center for Acting in London, sowie für GFCA in Paris und New York.

## Filmographie (Auswahl)
- 1976: Violent Summer
- 1976: Within these Walls
- 1977: Crown Court
- 1977: Target
- 1978: Die Füchse (The Sweeny)
- 1989: Das verflixte erste Mal
- 1992: Undercover! – Ermittler zwischen den Fronten
- 1996: Polizeiarzt Dangerfield
- 2007: Hotel Babylon
- 2013: The Thirteenth Tale
- 2014: Testament of Youth
- 2019: State of the Union
- 2019: Doctors
- 2022: Die Ipcress-Datei
- 2022: Murder in Provence